# Noes
Noes (bis 1936 zeitweise Noës, 1936–1947 Bleichenau; obersorbisch Nowa Wjes) ist ein Ortsteil der oberlausitzischen Kleinstadt Rothenburg/O.L. Der als Straßendorf angelegte Ort ist im Laufe der Zeit mit dem Stadtgebiet verschmolzen und hat keinen Ortschaftsstatus.

## Geographie
Noes liegt direkt nördlich des eigentlichen Stadtgebiets an der Staatsstraße 127, etwa einen Kilometer westlich der Lausitzer Neiße und der deutsch-polnischen Grenze.
Westlich von Noes liegt der Ortsteil Dunkelhäuser, nordwestlich liegen die Ortschaft Bremenhain und der Flugplatz Rothenburg, im Norden befindet sich die Ortschaft Lodenau.

## Geschichte
Noes wurde 1372 erstmals in einem Görlitzer Gerichtsbuch in der Form Naws genannt. Die Ortsentwicklung ist eng mit der Stadt Rothenburg verbunden, so gehörte beispielsweise das Rittergut bis auf kurze Unterbrechungen zur Herrschaft Rothenburg.
Im Jahr 1691 wurde westlich von Noes am Hutgraben das Vorwerk Dunkelhäuser angelegt und 1707 erfolgte die Ansiedlung von zwei Häuslern. Später gehörte die Siedlung anteilig zu Noes, Rothenburg und Uhsmannsdorf.
Die napoleonischen Kriege brachten 1813 große Bürden, deren Schäden auf 6278 Taler beziffert wurden. Da Sachsen auf der französischen Seite kämpfte, musste es 1815 den nordöstlichen Teil der Oberlausitz an Preußen abtreten. Infolgedessen wurde Noes dem neu gebildeten Landkreis Rothenburg (Ob. Laus.) eingegliedert.
Die 1814 gegründete Schule erhielt 1903 ein neues Gebäude.
Am 1. Januar 1973 wurde Noes nach Rothenburg eingemeindet. Durch das allmähliche Verschmelzen beider Orte wird Noes heute häufig nicht mehr als Ortsteil wahrgenommen und hat dementsprechend keinen Ortschaftsstatus.

### Bevölkerungsentwicklung
| Jahr | Einwohner |
| ---- | --------- |
| 1825 | 464       |
| 1837 | 620       |
| 1871 | 769       |
| 1885 | 731       |
| 1905 | 737       |
| 1919 | 615       |
| 1925 | 751       |
| 1939 | 834       |
| 1946 | 893       |
| 1950 | 935       |
| 1964 | 948       |
| 1971 | 942       |
| 1999 | 504       |
| 2002 | 491       |

Der Ortsname leitet sich vermutlich vom sorbischen Nowa Wjes („Neues Dorf“) ab. Bei der Landesexamination 1647 wurden in Noes 16 Bauern und 13 Gärtner gezählt. Davon lagen drei Bauerngüter und zwei Gartennahrungen wüst.
Im Jahr 1777, 14 Jahre nach dem Ende des Siebenjährigen Kriegs, lag eine Wirtschaft wüst. Die restlichen Wirtschaften wurden von 13 besessenen Mann, 13 Gärtnern und 15 Häuslern betrieben.
Die Einwohnerzahl stieg im 19. Jahrhundert rasant an. Waren es 1825 noch 464 Einwohner, so wurden 1871 769 Einwohner verzeichnet. Danach kam es zu einem geringen Rückgang, der jedoch in der Zeit zwischen den beiden Weltkriegen wieder kompensiert war. Nach dem Ende des Zweiten Weltkriegs lebten rund 900 Einwohner im Ort, deren Zahl sich weiter erhöhte. Seit der Eingemeindung nach Rothenburg ist ein starker Bevölkerungsrückgang zu verzeichnen.

### Ortsname
Noes wird als Kurzform des sorbischen Nowa Wjes für ‘Neu(n)dorf, Neues Dorf’ gedeutet. Damit wäre Noes ein Dorf, das neben der älteren Stadt Rothenburg neu entstanden ist. Die frühen Schreibweisen wechseln oft: 1390 Newis, 1396 Nays, 1400 Nawis, 1404 Nauwis, 1411 Naus. Im ausgehenden 19. Jahrhundert hatte sich die Schreibweise Noës durchgesetzt, mit der durch das Trema eine Aussprache als Nös verhindert und vielmehr die lange Aussprache als Nohs betont werden sollte.
Der ursprüngliche Ortsname wurde im Rahmen der nationalsozialistischen Germanisierung sorbischer Ortsnamen in der Lausitz 1936 durch den frei erfundenen deutschen Namen Bleichenau ersetzt. Namensgebend war eine Bleiche, die durch den Kaufherrn Gottfried Schneider angelegt und bis in die Mitte des 19. Jahrhunderts betrieben wurde. 1947 erhielt Noes seinen Namen offiziell zurück, jedoch wurde auf die Schreibweise mit ë verzichtet.

## Persönlichkeiten
Der Musiker, Komponist und Verleger Johann Brussig wurde am 27. Oktober 1867 in Noes geboren († 23. Februar 1946 in Rothenburg/Oberlausitz).